# Mitry-Mory
Mitry-Mory és un municipi francès, situat al departament de Sena i Marne i a la regió de Illa de França. L'any 2007 tenia 18.348 habitants.
Forma part del cantó de Mitry-Mory, del districte de Meaux i de la Comunitat d'aglomeració Roissy Pays de France.

## Demografia

### Població
El 2007 la població de fet de Mitry-Mory era de 18.348 persones. Hi havia 6.547 famílies, de les quals 1.498 eren unipersonals (585 homes vivint sols i 913 dones vivint soles), 1.610 parelles sense fills, 2.792 parelles amb fills i 647 famílies monoparentals amb fills.
La població ha evolucionat segons el següent gràfic:
Habitants censats

### Habitatges
El 2007 hi havia 7.141 habitatges, 6.703 eren l'habitatge principal de la família, 45 eren segones residències i 393 estaven desocupats. 4.781 eren cases i 2.321 eren apartaments. Dels 6.703 habitatges principals, 4.204 estaven ocupats pels seus propietaris, 2.363 estaven llogats i ocupats pels llogaters i 136 estaven cedits a títol gratuït; 192 tenien una cambra, 760 en tenien dues, 1.655 en tenien tres, 2.043 en tenien quatre i 2.053 en tenien cinc o més. 4.798 habitatges disposaven pel capbaix d'una plaça de pàrquing. A 3.320 habitatges hi havia un automòbil i a 2.376 n'hi havia dos o més.

### Piràmide de població
La piràmide de població per edats i sexe el 2009 era:
| Homes | Edats   | Dones |
| ----- | ------- | ----- |
| 4     | 95 o +  | 16    |
| 12    | 90 a 94 | 60    |
| 36    | 85 a 89 | 84    |
| 64    | 80 a 84 | 112   |
| 140   | 75 a 79 | 252   |
| 228   | 70 a 74 | 364   |
| 300   | 65 a 69 | 360   |
| 384   | 60 a 64 | 380   |
| 364   | 55 a 59 | 408   |
| 540   | 50 a 54 | 544   |
| 596   | 45 a 49 | 628   |
| 712   | 40 a 44 | 656   |
| 696   | 35 a 39 | 632   |
| 672   | 30 a 34 | 680   |
| 628   | 25 a 29 | 616   |
| 617   | 20 a 24 | 456   |
| 564   | 15 a 19 | 564   |
| 608   | 10 a 14 | 616   |
| 664   | 5 a 9   | 552   |
| 548   | 0 a 4   | 516   |

## Economia
El 2007 la població en edat de treballar era de 12.141 persones, 9.186 eren actives i 2.955 eren inactives. De les 9.186 persones actives 8.295 estaven ocupades (4.351 homes i 3.944 dones) i 892 estaven aturades (456 homes i 436 dones). De les 2.955 persones inactives 766 estaven jubilades, 1.224 estaven estudiant i 965 estaven classificades com a «altres inactius».

### Ingressos
El 2009 a Mitry-Mory hi havia 6.691 unitats fiscals que integraven 18.566 persones, la mediana anual d'ingressos fiscals per persona era de 19.510 €.

### Activitats econòmiques
Dels 926 establiments que hi havia el 2007, 8 eren d'empreses extractives, 15 d'empreses alimentàries, 9 d'empreses de fabricació de material elèctric, 3 d'empreses de fabricació d'elements pel transport, 55 d'empreses de fabricació d'altres productes industrials, 174 d'empreses de construcció, 193 d'empreses de comerç i reparació d'automòbils, 124 d'empreses de transport, 51 d'empreses d'hostatgeria i restauració, 18 d'empreses d'informació i comunicació, 30 d'empreses financeres, 35 d'empreses immobiliàries, 104 d'empreses de serveis, 65 d'entitats de l'administració pública i 42 d'empreses classificades com a «altres activitats de serveis».
Dels 272 establiments de servei als particulars que hi havia el 2009, 1 era una comissaria de policia, 2 oficines del servei públic d'ocupació, 2 oficines de correu, 6 oficines bancàries, 1 funerària, 18 tallers de reparació d'automòbils i de material agrícola, 2 tallers d'inspecció tècnica de vehicles, 1 establiment de lloguer de cotxes, 3 autoescoles, 30 paletes, 16 guixaires pintors, 23 fusteries, 34 lampisteries, 27 electricistes, 20 empreses de construcció, 14 perruqueries, 4 veterinaris, 8 agències de treball temporal, 37 restaurants, 14 agències immobiliàries, 1 tintoreria i 8 salons de bellesa.
Dels 46 establiments comercials que hi havia el 2009, 2 eren supermercats, 2 grans superfícies de material de bricolatge, 1 una gran superfície de material de bricolatge, 7 botiges de menys de 120 m², 12 fleques, 7 carnisseries, 2 llibreries, 4 botigues de roba, 2 botigues d'equipament de la llar, 1 una botiga d'equipament de la llar, 1 una sabateria, 1 una botiga d'electrodomèstics, 1 un drogueria i 3 floristeries.
L'any 2000 a Mitry-Mory hi havia 14 explotacions agrícoles que ocupaven un total de 1.111 hectàrees.

## Equipaments sanitaris i escolars
El 2009 hi havia 1 psiquiàtric, 6 farmàcies i 3 ambulàncies.
El 2009 hi havia 7 escoles maternals i 6 escoles elementals. A Mitry-Mory hi havia 2 col·legis d'educació secundària i 1 liceu d'ensenyament general. Als col·legis d'educació secundària hi havia 1.088 alumnes i als liceus d'ensenyament general 1.176.

## Poblacions més properes
El següent diagrama mostra les poblacions més properes.